# Da’an

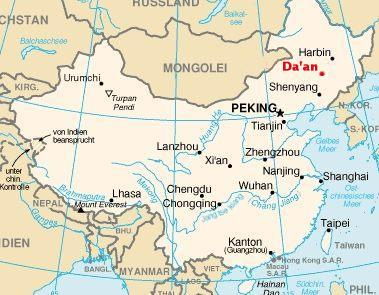
Lage der Stadt Da’an in China

Da’an (chinesisch 大安市, Pinyin Dà’ān Shì) ist eine kreisfreie Stadt in der Provinz Jilin im Nordosten Volksrepublik China. Als kreisfreie Stadt ist sie Teil des Verwaltungsgebiets der bezirksfreien Stadt Baicheng. Ursprünglich gehörte das heutige Verwaltungsgebiet Da’ans zur Provinz Heilongjiang. Erst am 15. September 1954 wurden die damaligen Kreise Dalai und Anguang der Provinz Jilin unterstellt. Zunächst wurden sie Bestandteil des damaligen Regierungsbezirks Baicheng. Am 21. November 1958 wurden die beiden Kreise zum Kreis Da’an vereinigt, der am 30. August 1988 in den Rang einer kreisfreien Stadt erhoben wurde.

## Geographie
Das Verwaltungsgebiet der Stadt hat eine Fläche von 4.909 km² und 431.017 Einwohner (Stand: Zensus 2010).

### Administrative Gliederung
Auf Gemeindeebene setzt sich Da’an aus fünf Straßenvierteln, zehn Großgemeinden, sieben Gemeinden und einer Nationalitätengemeinde zusammen. Diese sind:
- Straßenviertel Huiyang (慧阳街道);
- Straßenviertel Linjiang (临江街道);
- Straßenviertel Changhong (长虹街道);
- Straßenviertel Jinhua (锦华街道);
- Straßenviertel Anbei (安北街道);
- Großgemeinde Yueliangpao (月亮泡镇), 138 km², 15.037 Einwohner;
- Großgemeinde Anguang (安广镇), 108 km², 38.668 Einwohner;
- Großgemeinde Fengshou (丰收镇), 133 km², 11.090 Einwohner;
- Großgemeinde Xinping’an (新平安镇), 356 km², 12.232 Einwohner;
- Großgemeinde Liangjiazi (两家子镇), 445 km², 24.026 Einwohner;
- Großgemeinde Sheli (舍力镇), 412 km², 27.660 Einwohner;
- Großgemeinde Dagangzi (大岗子镇), 317 km², 10.261 Einwohner;
- Großgemeinde Qagan (叉干镇), 324 km², 10.757 Einwohner;
- Großgemeinde Longzhao (龙沼镇), 394 km², 18.353 Einwohner;
- Großgemeinde Taishan (太山镇), 213 km², 22.219 Einwohner;
- Gemeinde Sikeshu (四棵树乡), 66 km², 10.058 Einwohner;
- Gemeinde Lianhe (联合乡), 150 km², 15.360 Einwohner;
- Gemeinde Lesheng (乐胜乡), 161 km², 16.161 Einwohner;
- Gemeinde Dalai (大赉乡), 72 km², 10.840 Einwohner;
- Gemeinde Honggangzi (红岗子乡), 133 km², 9.432 Einwohner;
- Gemeinde Shaoguozhen (烧锅镇乡), 133 km², 11.036 Einwohner;
- Gemeinde Haituo (海坨乡), 222 km², 8.298 Einwohner;
- Gemeinde Xin Aili der Mongolen (新艾里蒙古族乡), 90 km², 5.524 Einwohner.

### Ethnische Zusammensetzung der Gesamtbevölkerung Da’ans (2000)
Beim Zensus 2000 wurden für das gesamte Verwaltungsgebiet Da'ans 430.512 Einwohner gezählt.
| Name des Volkes | Einwohner | Anteil  |
| --------------- | --------- | ------- |
| Han             | 423.506   | 98,37 % |
| Mongolen        | 2.907     | 0,68 %  |
| Manju           | 2.615     | 0,61 %  |
| Hui             | 1.202     | 0,28 %  |
| Koreaner        | 102       | 0,02 %  |
| Xibe            | 72        | 0,02 %  |
| Sonstige        | 108       | 0,02 %  |

## Verkehr
Da’an ist ein wichtiger Verkehrsknotenpunkt für Handelsverbindungen zu Russland. Dort gibt es den einzigen großen Binnenhafen mit Anschluss an das Meer in der Provinz Jilin. Zurzeit hat dieser Hafen eine Kapazität von über 1.000.000 Tonnen pro Jahr.
Von Da’an aus gibt es Eisenbahnverbindungen nach Changchun, Baicheng-Hbf., nach Tongliao in der Inneren Mongolei und nach Ranghulu in Daqing, Provinz Heilongjiang. Hier ist der Heimatbahnhof für 56 aktive Dampflokomotiven. Eine Autobahn verbindet Da’an mit Tumen, Ulanhot (der Hauptstadt des Hinggan-Bundes der Inneren Mongolei) und dem Kreis Nenjiang in Heilongjiang.

## Wirtschaft
1993 wurde Da’an für ausländische Investitionen geöffnet. Ansonsten ist Da’an eine Stadt mit reichlichen natürlichen Ressourcen und viel fruchtbarem Land um die Stadt herum; es wird vor allem Landwirtschaft und Fischfang betrieben. Hier treffen drei Flüsse aufeinander, der Nen Jiang, der Tao’er und der Huolin-Fluss. Im Umland wird vor allem Reis angebaut. Die Fischproduktion in Da’an hat die 10.000 Tonnen Marke übertroffen und macht circa 13 Prozent der Fischproduktion der Provinz Jilin aus.